# John Myles-Mills
John Myles-Mills (* 19. April 1966) ist ein ehemaliger ghanaischer Leichtathlet, der sich auf den Sprint spezialisiert hat. 1988 wurde er Afrikameister im 100-Meter-Lauf und 1989 Vizehallenweltmeister über 60 Meter. Sein jüngerer Bruder Leonard Myles-Mills war ebenfalls als Sprinter aktiv.

## Sportliche Laufbahn
Erste internationale Erfahrungen sammelte John Myles-Mills vermutlich im Jahr 1987, als er bei den Afrikaspielen in Nairobi in 20,94 s die Silbermedaille im 200-Meter-Lauf hinter dem Kenianer Simon Kipkemboi gewann und über 100 Meter mit 10,44 s den Finaleinzug verpasste. Anschließend startete er mit der ghanaischen 4-mal-100-Meter-Staffel bei den Weltmeisterschaften in Rom und schied dort mit 39,94 s im Halbfinale aus. Im Jahr darauf siegte er in 10,25 s im 100-Meter-Lauf bei den Afrikameisterschaften in Annaba und sicherte sich dort zudem mit der Staffel in 39,44 s gemeinsam mit Eric Akogyiram, Nelson Boateng und Emmanuel Tuffour die Silbermedaille hinter dem nigerianischen Team. Anschließend nahm er an den Olympischen Sommerspielen in Seoul teil und schied dort mit 10,43 s im Halbfinale über 100 Meter aus und schied über 200 Meter mit 20,95 s im Viertelfinale aus. Zudem schied er mit der Staffel mit 39,46 s ebenfalls im Semifinale aus. Er war auch Fahnenträger Ghanas bei der Eröffnungsveranstaltung der Spiele. 1989 gewann er bei den Hallenweltmeisterschaften in Budapest in 6,59 s die Silbermedaille im 60-Meter-Lauf hinter dem Kubaner Andrés Simón. 1991 kam er bei den Weltmeisterschaften in Tokio mit 39,55 s nicht über den Vorlauf der 4-mal-100-Meter-Staffel hinaus und bei der Sommer-Universiade in Sheffield verpasste er mit 41,69 s ebenfalls den Finaleinzug. Im Jahr darauf gewann er bei den Afrikameisterschaften in Belle Vue Maurel in 21,31 s die Bronzemedaille über 200 Meter hinter dem Nigerianer Victor Omagbemi und seinem Landsmann Emmanuel Tuffour. Anschließend nahm er erneut an den Olympischen Sommerspielen in Barcelona teil und schied dort mit 10,51 s im Viertelfinale über 100 Meter aus und schied mit der Staffel mit 39,28 s im Halbfinale aus. Daraufhin wurde er beim IAAF World Cup in Havanna mit der afrikanischen Auswahl über 4-mal 100 Meter in 39,08 s Dritter. 1993 beendete er seine aktive sportliche Karriere im Alter von 27 Jahren.

## Persönliche Bestleistungen
- 100 Meter: 10,21 s (+0,3 m/s), 23. September 1988 in Seoul
  - 60 Meter (Halle): 6,58 s, 5. März 1989 in Budapest
- 200 Meter: 20,69 s, 1. Mai 1993 in Fairfax
- 400 Meter: 46,10 s, 22. Mai 1991 in Chapel Hill